# Хиллмон, Наз
Назара Ансария «Наз» Хиллмон (англ. Nazahrah Ansaria "Naz" Hillmon; родилась 5 апреля 2000 года, Кливленд, штат Огайо, США) — американская профессиональная баскетболистка, выступает в женской национальной баскетбольной ассоциации за клуб «Атланта Дрим», которым была выбрана на драфте ВНБА 2022 года во втором раунде под общим пятнадцатым номером. Играет на позиции тяжёлого форварда. Помимо того она выступает в женской национальной баскетбольной лиге за клуб «Саутсайд Флайерз».

## Ранние годы
Назара Хиллмон родилась 5 апреля 2000 года в городе Кливленд (штат Огайо) в семье Фредерика Бейкера и Нашимы Хиллмон, которая позднее вышла замуж за Виктора Андерсона, у неё есть два брата, Закир и Захариус, и две сестры, Заташа и Джейда, а училась она в его восточном пригороде Гейтс-Миллс в академии Гилмор, в которой выступала за местную баскетбольную команду.